# Cleonymia chabordis
Cleonymia chabordis är en fjärilsart som beskrevs av Charles Oberthür 1876. Cleonymia chabordis ingår i släktet Cleonymia och familjen nattflyn. Inga underarter finns listade i Catalogue of Life.